# Jean-Claude Carrière
Jean-Claude Carrière (Colombières-sur-Orb, 17 settembre 1931 – Parigi, 8 febbraio 2021) è stato uno sceneggiatore, scrittore, attore e regista francese.
Le sceneggiature di Carrière sono tra le più geniali e originali della storia del cinema. Il suo surrealismo, mai fine a sé stesso, è la chiave per superare il sistema di convenzioni che governa il mondo borghese e osservarne le incongruenze. Spirito distaccato, lucido e sottile, trovò in Luis Buñuel il suo partner cinematografico ideale.

## Biografia
Intraprese studi storici all'École Normale di Parigi, per poi esordire negli anni Cinquanta come scrittore/ sceneggiatore.
Nel 1963 esordì nel cinema con Io e la donna. Nello stesso anno iniziò una fruttuosa collaborazione con Luis Buñuel, scrivendo la sceneggiatura di Il diario di una cameriera, cui seguiranno Bella di giorno, La via lattea, Il fascino discreto della borghesia, Il fantasma della libertà e Quell'oscuro oggetto del desiderio. Collaborerà anche con i registi italiani Marco Ferreri (La cagna) e Gianfranco Mingozzi (L'iniziazione), con i francesi Louis Malle e Jean-Luc Godard, con lo spagnolo Jesús Franco (Miss Muerte e Cartas boca arriba), con il tedesco Volker Schlöndorff e con il polacco Andrzej Wajda (Danton, 1982).
Nel 1962 produsse il cortometraggio di Pierre Étaix Happy Anniversary (Heureux Anniversaire), che fece vincere a lui e ad Étaix l'Oscar al miglior cortometraggio ai premi Oscar del 1963. Dal 1970 prese parte al C.I.R.T. di Peter Brook, per il quale adattò Misura per misura da Shakespeare, La Cerisaie (1981) da Čechov e il Mahābhārata dall'antico testo indiano. Portò sullo schermo (con il regista Jean-Paul Rappeneau) il personaggio di Rostand in Cyrano de Bergerac (1990), con l'interpretazione memorabile di Gérard Depardieu, e scrisse romanzi a partire dai film di Jacques Tati (Les vacances de monsieur Hulot, e Mon oncle, 1958). Nel 1978 gli venne conferito il Premio Flaiano per la sceneggiatura per il complesso della propria produzione artistica. Nel 2010 partecipa al film Copia conforme con Juliette Binoche.
Tra i libri, anche Le carnaval et la politique (un'introduzione alla commedia greca, 1979), il Dictionnaire de la bêtise et des erreurs de jugement (con Guy Bechtel), Le cerche des menteurs (tradotto come Il circolo dei contastorie, 1998, a cui fece seguito un secondo volume, Contes philosophiques du monde entier, dieci anni dopo e Il segreto del mondo, raccolta dei più bei racconti della storia dell'umanità), un Dictionnaire amoureux de l'Inde (2001), Einstein s'il vous plaît (tradotto come La ragazza e il professore, 2005) e N'espérez pas vous débarrasser des livres (con Umberto Eco, 2009).
Carrière è morto a Parigi l'8 febbraio 2021, all'età di 89 anni.

## Filmografia parziale
- Il diario di una cameriera (Le Journal d'une femme de chambre), regia di Luis Buñuel (1964)
- Bella di giorno (Belle de jour), regia di Luis Buñuel (1967)
- La via lattea (La voie lactee), regia di Luis Buñuel (1969)
- La piscina (La piscine), regia di Jacques Deray (1969)
- Borsalino, regia di Jacques Deray (1970)
- Il fascino discreto della borghesia (Le charme discret de la bourgeoisie), regia di Luis Buñuel (1972)
- La cagna (La cagna - Liza), regia di Marco Ferreri (1972)
- Il fantasma della libertà (Le fantôme de la liberté), regia di Luis Buñuel (1974)
- La ragazza con gli stivali rossi (La femme aux bottes rouges), regia di Juan Luis Buñuel (1974)
- Quell'oscuro oggetto del desiderio (Cet obscur objet du désir), regia di Luis Buñuel (1977)
- Morti sospette (Un papillon sur l'épaule), regia di Jacques Deray (1978)
- Il generale dell'armata morta, regia di Luciano Tovoli (1983)
- L'Unique, regia di Jérôme Diamant-Berger (1986)
- L'iniziazione, regia di Gianfranco Mingozzi (1986)
- L'insostenibile leggerezza dell'essere (The Unbearable Lightness of Being), regia di Philip Kaufman (1988)
- Dostoevskij - I demoni (Les possédés), regia di Andrzej Wajda (1988)
- Valmont, regia di Miloš Forman (1989)
- Cyrano de Bergerac (Cyrano de Bergerac), regia di Jean-Paul Rappeneau (1990)
- Giocando nei campi del Signore, regia di Héctor Babenco (1991)
- L'ussaro sul tetto (Le hussard sur le toit), regia di Jean-Paul Rappeneau (1995)
- Buñuel e la tavola di re Salomone (Buñuel y la mesa del rey Salomón), regia di Carlos Saura (2001)
- Birth - Io sono Sean (Birth), regia di Jonathan Glazer (2004) - Dialoghi
- Le Père Goriot, regia di Jean-Daniel Verhaeghe con Charles Aznavour (2004)
- L'ultimo inquisitore (Goya's Ghosts), regia di Miloš Forman (2006)
- Van Gogh - Sulla soglia dell'eternità (At Eternity's Gate), regia di Julian Schnabel (2018)
- L'uomo fedele (L'Homme fidèle), regia di Louis Garrel (2018)
- La Croisade, regia di Louis Garrel (2021)
- Le Grand Chariot, regia di Philippe Garrel (2023)

## Libri
- Lézard, Paris: Robert Laffont, 1957
- La Tour de Frankenstein, Paris: Fleuve Noir, 1957
- Le Pas de Frankenstein, Paris: Fleuve Noir, 1957
- La Nuit de Frankenstein, Fleuve Noir, 1958
- Le Sceau de Frankenstein, Paris: Fleuve Noir, 1958
- Frankenstein rôde, Paris: Fleuve Noir, 1958
- Mon oncle (illustrato da Pierre Étaix, da Jacques Tati), 1958, Paris: Robert Laffont, 2005; trad. Bruno Oddera, Mio zio, Milano: Fabbri, 1960
- Les Vacances de monsieur Hulot (illustrato da Pierre Étaix, da Jacques Tati), 1958, 1985, Paris: Robert Laffont, 2005; trad. Le vacanze del signor Hulot, Milano: Fabbri, 1961
- La Cave de Frankenstein, Paris: Fleuve Noir, 1959
- L'Alliance, 1962, Paris: Robert Laffont, 1992
- Les plus belles lettres d'amour (antologia), Paris: J'ai lu, 1962
- Humour 1900 (antologia), 1963; poi come Anthologie de l'humour 1900, Paris: Les éditions 1900, 1988
- Le Petit Napoléon illustré (illustrato da Pierre Étaix), Paris: Robert Laffont, 1963, 1981
- Dictionnaire de la bêtise et des erreurs de jugement (con Guy Bechtel), 1965, 1983, 1991 (con Le Livre des bizarres), Paris: Robert Laffont, 2014
- Viva Maria (con Louis Malle), Paris: Robert Laffont, 1966; trad. Ettore Capriolo, Milano: Lerici, 1966
- Le Moine (con Luis Buñuel), Paris: Éric Losfeld, 1968
- Le Pari, Paris: Robert Laffont, 1972
- Le Clou brûlant (da José Bergamín), Paris: Plon, 1972
- Le carnaval et la politique. Une introduction a la comédie grecque, suivie d'un choix de fragments, Paris: Les belles lettres, 1979
- Le Livre des bizarres (con Guy Bechtel), 1981, 1991 (con Dictionnaire de la bêtise et des erreurs de jugement), Paris: Robert Laffont, 2014
- Mon dernier soupir (con Luis Buñuel), Paris: Robert Laffont, 1982
- Chemin faisant (poesie), Paris: Gérard Oberlé, 1982
- Les Petits Mots inconvenants, Paris: Balland, 1983; poi come Les mots et la chose (illustrazioni di Pierre Étaix), 1991, 2002, Paris: Plon, 2007
- Milou en Mai (con Louis Malle), Paris: Gallimard, 1983, 1990
- Credo, Paris: Balland, 1983
- Le Retour de Martin Guerre, Paris: Robert Laffont, 1983
- Le Mahâbhârata, 1985, 1989, 2001, Paris: Albin Michel, 2008, 2010; trad. Fabrizio Ascari, Il Mahabharata, Milano: Vallardi, 2003, Milano: L'ippocampo, 2019
- Stars system (illustrato da Pierre Étaix), Paris: Gilbert Salachas, 1987
- Conversations sur l'invisible (con Michel Cassé e Jean Audouze), 1988, Paris: Plon 1996, 2002
- Cent un limericks français (poesie), Paris: Éd. de La Bougie du Sapeur, 1988
- La Paix des braves, 1989, come C’était la guerre, Paris: Plon, 1993 (con On nous appelait fellaghas, du commandant Azzedine)
- Exercice du scénario (con Pascal Bonitzer), Paris: La Fémis, 1990
- L'Aide-mémoire, 1991; trad. Giovannella Zannoni, Il catalogo, Roma: Gremese, 1991
- La Controverse de Valladolid, Paris: Belfond, 1992, Arles: Éditions Actes Sud, 1999
- Simon le mage, Paris: Plon, 1993
- Raconter une histoire. Quelques indications, Paris: La Fémis, 1993, 2001
- Là-bas (con Luis Buñuel), 1993
- trad. (con Mahin Tajadod e Nahal Tajadod), Mawlânâ Djalal al-Din Rumi, Le livre de Chams de Tabriz, Paris: Gallimard, 1993, 2006 (in Chants d'amour de Rûmi)
- La Force du Bouddhisme (con Tenzin Gyatso), Paris: Robert Laffont, 1994; trad. Laura Deleidi, La compassione e la purezza, Milano: Rizzoli, 1995; Milano: Fabbri, 1997
- Regards sur le visible (con Jean Audouze), Paris: Plon 1996
- Quelques questions sous les étoiles, Paris: Zulma, 1996
- Le film qu'on ne voit pas, Paris: Plon, 1996
- À la recherche du Mahâbhârata, carnets de voyages en Inde avec Peter Brook 1982-1985, Paris-London: Éditions Kwok On, 1997
- Entretiens sur la fin des temps (con Jean Delumeau, Umberto Eco e Stephen Jay Gould), Paris: Fayard, 1998; trad. Anna Maria Lorusso, Pensieri sulla fine dei tempi, Milano: Bompiani, 1999
- Attaville. La véritable histoire des fourmis, Paris: JC Lattès, 1998
- Le Cercle des menteurs. Contes philosophiques du monde entier, Paris: Plon, 1998; trad. Cosimo Ortesta, Il circolo dei contastorie, Milano: Garzanti, 1991, 2001
- Le Dictionnaire des révélations historiques et contemporaines, contenant des paradoxes sociaux et politiques, des errata de l'histoire, des inventions osées, des doutes, des secrets, des prédictions sur le passé comme sur l'avenir, avec des élucubrations, des silences, du faux, de l'entre-deux et, ici et là, quelques balivernes (con Guy Bechtel), Paris: Plon, 1999; poi come Dictionnaire des révélations historiques et contemporaines. L'autre manière de raconter l'histoire, Paris: Pocket, 2001
- Cent devinettes pour adultes, Paris: Plon, 1999
- Le Vin bourru, Paris: Plon, 2000
- L'Homme dans ses univers (con Michel Cassé, Jean Audouze e Michel Cazenave), Paris: Albin Michel, 2000
- Dictionnaire amoureux de l'Inde, Paris: Plon, 2001
- Entretiens sur la multitude du monde (con Thibault Damour), Paris: Éditions Odile Jacob, 2002
- Les Années d'utopie. 1968-1969 New York-Paris-Prague-New York, Paris: Plon, 2003, 2006
- Détails de ce monde, Paris: Le Cherche midi, 2004
- Les À-côtés. Chroniques matinales (da France Inter, settembre 2003-gennaio 2004), Paris: Plon, 2004, 2006
- Einstein s'il vous plaît, Paris: Odile Jacob, 2005; trad. Valeria Pazzi, La ragazza e il professore, Milano: Rizzoli, 2005
- Le jeune prince et la vérité, trad. Emiliano Schmidt Fiori, Il giovane principe e la verità, Firenze: Emmebi, 2006
- Fragilité, essai, Paris: Odile Jacob, 2006
- Académie de billard. Un dernier regard (con Benoît Rajau), Paris: Nicolas Chaudun, 2006
- Les Fantômes de Goya (con Miloš Forman), Paris: Plon, 2007; trad. Laura Dapelli e Cristiana Latini, La passione di Goya, Milano: Rizzoli, 2007
- Sujata Bajaj. L'Ordre du monde (con Lorette Nobécourt), Paris: Albin Michel, 2007
- Tous en scène, Paris: Odile Jacob, 2007
- Contes philosophiques du monde entier. Le cercle des menteurs 2, Paris: Plon, 2008; trad. Doriana Comerlati, Il segreto del mondo. Le più belle storie, storielle e leggende filosofiche di tutti i popoli e paesi, Milano: Garzanti, 2010; come Il segreto del mondo. La saggezza del mondo in 348 racconti, storie, apologhi, ivi, 2016
- trad. di Anton Čechov, La Cerisaie Paris: Flammarion, 2008
- La Conférence des oiseaux, Paris: Albin Michel, 2008; trad. Gerardo Guerrieri, Il congresso degli uccelli. Racconto teatrale, Roma: Officina Edizioni, 1979; Firenze: La Casa Usher, 1984
- trad. (con Nahal Tajadod) di Abbas Kiarostami, Un loup aux aguets, Paris: La Table Ronde, 2008
- 68, Nos années choc (con Irène Frain, Jean-Claude Killy, Michel Drucker e Jean-Marie Périer), Paris: Plon, 2008
- Dictionnaire amoureux du Mexique, Paris: Plon, 2009
- Le Retour de Martin Guerre (con Daniel Vigne), Paris: Éditions Larousse,
- N’espérez pas vous débarrasser des livres (con Umberto Eco), Paris: Grasset, 2009; trad. Anna Maria Lorusso, Non sperate di liberarvi dei libri, Milano: Bompiani, 2009; Milano: La nave di Teseo, 2017
- Le ciel au-dessus du Louvre (con Bernar Yslaire), Paris: Futuropolis, 2009; trad. Il cielo sopra il Louvre, ivi, 2010
- Calcutta (con Sylvain Savolainen), Gollion: Infolio, 2009
- Mon chèque, Paris: Plon, 2010
- contributo a Weepers Circus, N'importe où, hors du monde, 2011
- Le Réveil de Buñuel, Paris: Odile Jacob, 2011
- Mémoire espagnole, Paris: Plon, 2012
- Désordre, Paris: André Versaille éditeur, 2012
- contributo a Weepers Circus, Les inédits hors du monde, 2013
- Conversation avec Jean-Jacques Rousseau, Paris: Plon, 2013
- Dessins d'occasion, Paris: Éd. Les Cahiers dessinés, 2013
- L'Argent. Sa vie, sa mort, Paris: Odile Jacob, 2014
- Petites histoires du monde, St Martin-en-Haut: Bulles de savon, 2014
- Utopie, quand reviendras-tu? (conversazione con Gilles Vanderpooten), Paris: Éd. L'Aube, 2014
- Croyance. Réflexions sur cette "certitude sans preuve", Paris: Odile Jacob, 2016
- La Paix, Paris: Odile Jacob, 2016
- Frankenstein, 6 tomi, Paris: French Pulp Éditions, 2017
- La Vallée du néant, Paris: Odile Jacob, 2018
- Ateliers, Paris: Odile Jacob, 2019

## Riconoscimenti
- Premio Oscar
  - 1963 – Miglior cortometraggio per Heureux Anniversaire
  - 1973 – Candidatura per Migliore sceneggiatura originale per Il fascino discreto della borghesia
  - 1978 – Candidatura per Migliore sceneggiatura non originale per Quell'oscuro oggetto del desiderio
  - 1989 – Candidatura per Migliore sceneggiatura non originale per L'insostenibile leggerezza dell'essere
  - 2015 – Oscar Onorario